# Órmos Ammoúdi
Órmos Ammoúdi är en vik i Grekland.   Den ligger i regionen Sydegeiska öarna, i den sydöstra delen av landet, 220 km sydost om huvudstaden Aten.